# Cylindrophis aruensis
Cylindrophis aruensis es una especie de serpientes de la familia Cylindrophiidae.

## Distribución geográfica
Es endémica de las islas Aru (Indonesia).